# 菲利普·科库
菲利普·约翰-威廉·科库（1970年10月29日—），荷蘭前足球員，世界足壇最佳荷蘭巨星之一。球員時代司職中場。
雖然高古名義上是司職中場，但實際上能打除守門員外任何一個位置，在效力巴塞期間，他不時會因應球隊戰術而踢不同位置，由中場到後衛甚至前鋒也司職過，被巴塞視為「通天老倌」。不過在國家隊他的位置卻相當固定，主要是防守中場。

## 生平

### 早年
高古出身於荷蘭中下游球會。1988年，以17歲之齡加盟AZ阿爾克馬爾。在此他度過了兩年。
其後加盟維迪斯，甫加盟就在首場比賽中左腿被踢斷。在傷癒復出後，於1992年協助球隊獲得聯盟杯參賽資格，和荷甲前五名。阿贾克斯曾兩度欲與高古簽約，可是於1995年，被PSV燕豪芬搶先一步。

### 燕豪芬
在PSV燕豪芬期間，高古於1997年隨隊獲得荷甲冠軍。在隊中他與同胞斯塔姆、岑登，以及巴西著名巨星罗纳尔多合作過。1998年入選荷蘭國家隊出戰世界盃，憑著出色表現，為國家隊打入四強。

### 巴塞羅那
就在1998年世界盃結束後，高古選擇轉投著名西甲球會巴塞羅那。當時巴塞羅那擁有多名阿積士系荷蘭球員，包括法蘭·迪保亞和罗纳德·德波尔兄弟、克鲁伊维特、岑登等。巴塞羅那也因而被戲稱為「Ajax Barcelona」、「Orange Barcelona」。在球會第一季，高古已為巴塞羅那贏得西甲聯賽冠軍，成為球隊主力，幾乎場上不同位置皆能勝任，是該支西甲班霸歷史上最成功的收購之一。
接下來隨著辛頓、古華特等人的轉會，高古仍坐穩正選。2005年2月，巴塞羅那主場響起了熱烈的掌聲，巴塞主席親自為高古頒發獎章，以表揚他為球會作出極大貢獻：出場205次，攻進31球。

### 燕豪芬
儘管他可以繼續他的合同，高古卻在2004年歐洲國家盃開賽前夕，加盟舊會燕豪芬。在他的幫助下，燕豪芬連續奪得3屆荷甲冠軍。在他於燕豪芬的最後一場比賽──2007年4月29日，他取得了對陣維迪斯的第五個入球，超越了阿積士。季後離開球會。
2007年8月15日，與賈西洛（Al-Jazira Club）俱樂部簽約，效力一季後才告退役。

## 国家队生涯
在埃因霍温期间他就受到了国家队的征召并且在96年4月24日对阵德国队的时候首次出场。96年欧锦赛他被选为首发队员。98年，他是队中的绝对主力，在法国世界杯小组赛阶段，他打进两球，在那届世界杯里面，科库曾经出现于球队中的不同位置。在半决赛对阵巴西的比赛中，他顶替了停賽的努曼打左后卫。在04年欧锦赛，他作为荷兰队的队长，但是当范巴斯滕入主荷兰以后，首先队长交给了戴維斯，而后是范德萨。由于科库在中场起到的核心作用，在06年世界杯预选赛的12场比赛中，荷兰获胜10场。06年世界杯，他打满了4场比赛，世界杯以后，科库从国家队退出。
2008年4月，高古被范巴斯滕邀請出任荷蘭國家隊助教。

## 榮譽
- 荷甲聯賽冠軍：1997、2005、2006
- 西甲聯賽冠軍：1999

## 執教球隊榮譽
埃因霍温 Philips Sport Vereniging
- 荷兰足球甲级联赛冠军：2014/2015、2015/2016
- 荷兰杯冠军﹕2011/2012
- 告鲁夫盾冠军﹕2015

## 外部連結
- 高古個人網頁